# Sokolniki (district)
Pour les articles homonymes, voir Sokolniki.
Sokolniki (en russe : Муниципальный округ Сокольники) est un district municipal de Moscou, dépendant du district administratif est.

## Étymologie
Sokolniki tire son nom du mot russe « sokol », qui se traduit en français par « faucon ». L'endroit était un terrain de chasse où les tsars pratiquaient la chasse au faucon, précisément à l'emplacement actuel du parc Sokolniki.

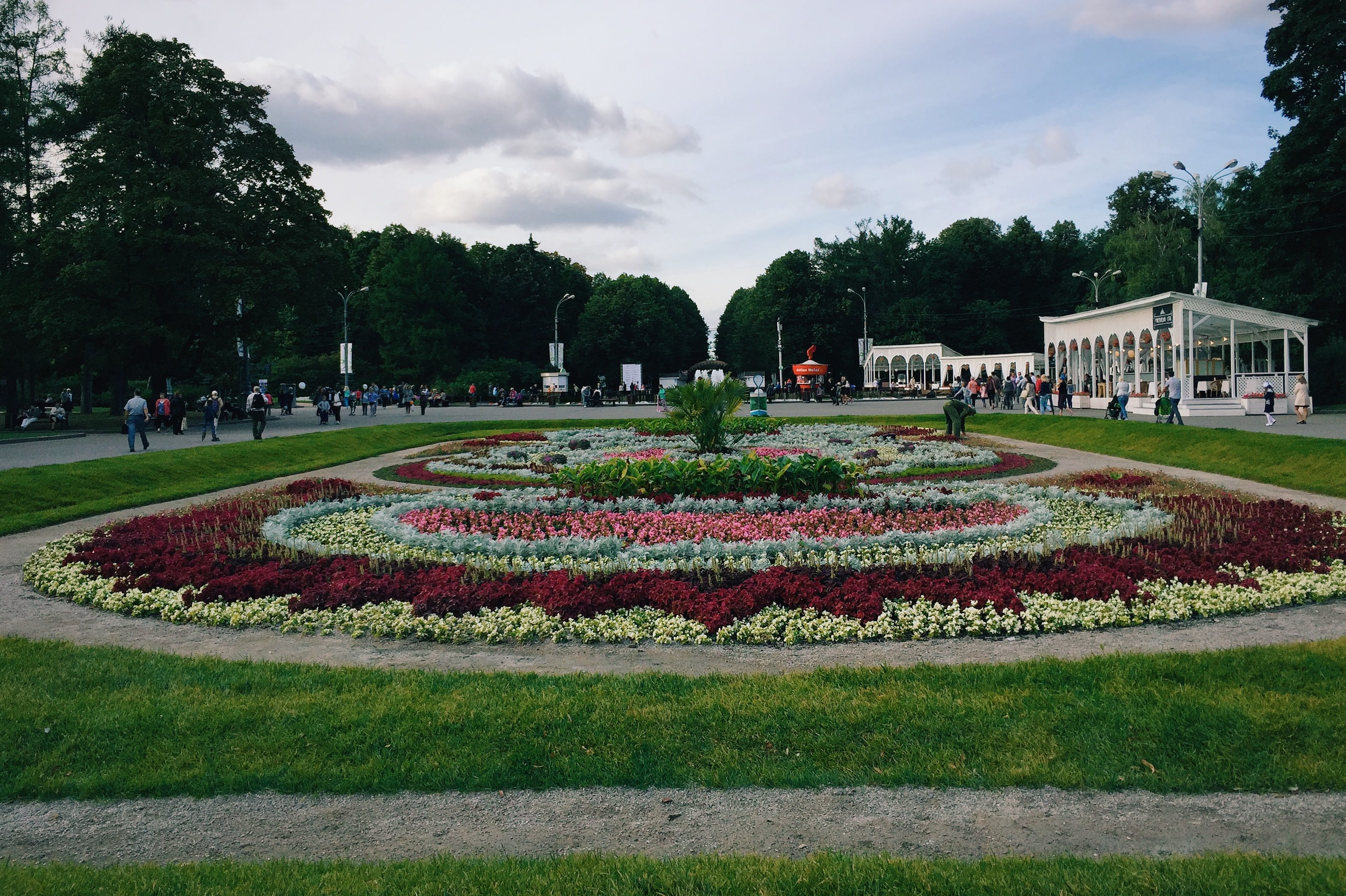
Parc Sokolniki.

## Histoire
Il se trouvait à l'origine une forêt de pins séculaires adjacente au nord-est de Moscou et qui est aujourd'hui dans la continuité du parc national de Lossiny Ostrov (de l'île aux élans). Dès le XVe siècle, l'endroit sert aux princes (puis aux tsars) de forêt de chasse au faucon et devient un lieu de promenade à partir du règne de Pierre le Grand. En même temps, une sloboda se construit pour abriter les fauconniers, leurs familles et des artisans; elle se trouvait à l'emplacement actuel de la rue Roussakovskaïa et à l'ouest du village de Preobrajenskoïe dans la zone de l'actuelle rue Sokolnitcheskaïa Slobodka.
L'endroit est inclus dans la frontière douanière de Moscou en 1742. Depuis la seconde moitié du XIXe siècle, la construction massive de Sokolniki a commencé. Quant à la forêt, à la fin du XIXe siècle, une partie importante de celle-ci a été découpée en parc, entourée d'une masse de chalets d'été. Sokolniki devient un district de Moscou en 1890. En 1935, il est relié au centre-ville par une ligne de métro (la station Sokolniki est la première station de métro en dehors du quartier central).

## Population
- Recensement de 2002 : 54 975 habitants
- Recensement de 2010 : 57 444 habitants

## Transports
Le district a donné son nom une station de métro, la station de métro Sokolniki.

## Sports
Le club de football Spartak Moscou joue ses matchs au Palais des sports Sokolniki, situé dans le parc du même nom.

## Divers
- Léon Tolstoï, dans son roman Guerre et Paix, situe la scène où Pierre se bat en duel à Sokolniki.

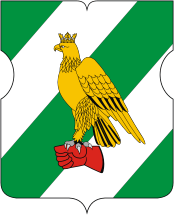
Armes du district
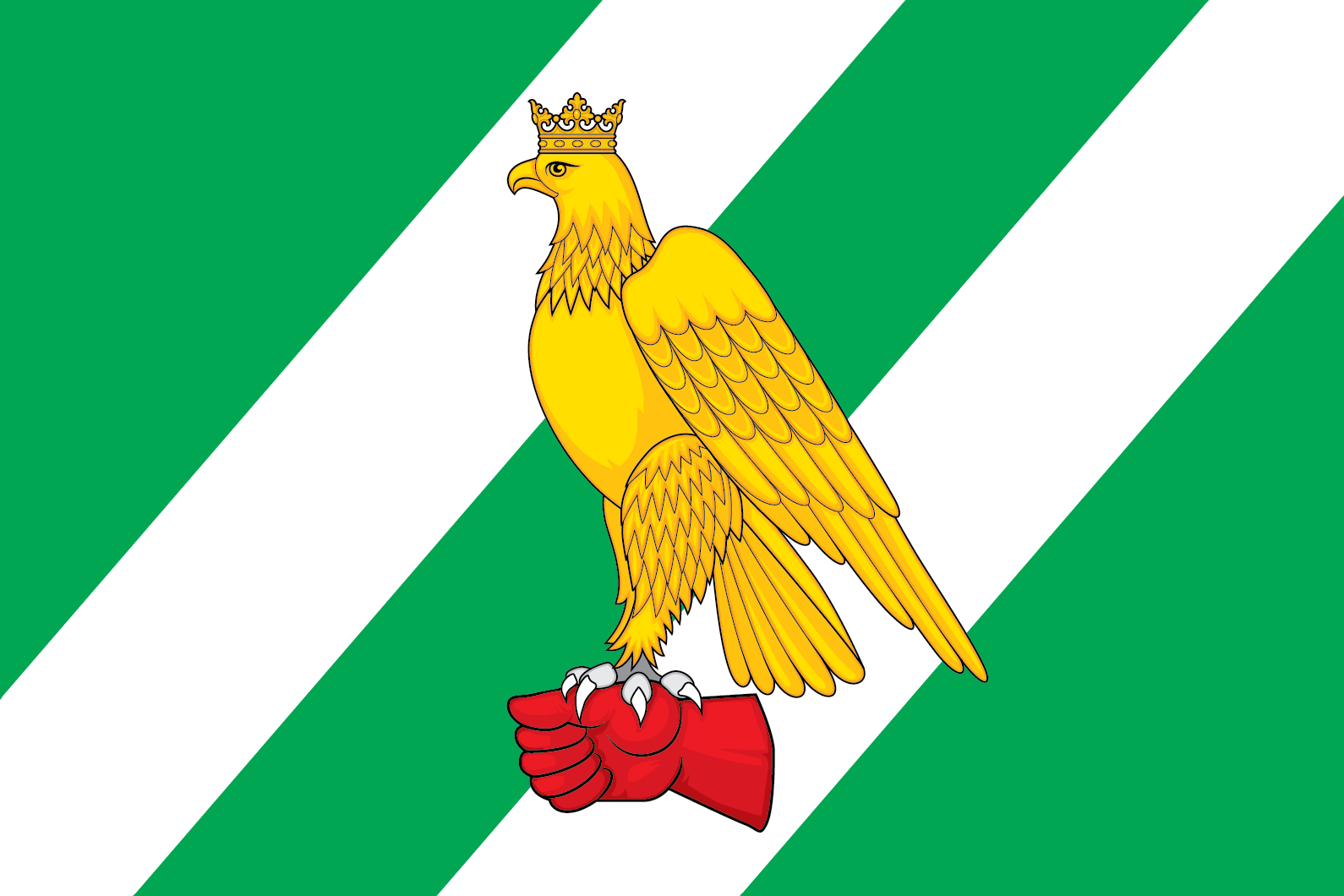
Drapeau du district